# Haplochromis paropius
Haplochromis paropius е вид лъчеперка от семейство Цихлиди (Cichlidae).

## Разпространение
Видът е разпространен в Танзания.